# Comuna Slagelse
Slagelse (Slagelse Kommune) este o comună din regiunea Sjælland, Danemarca, cu o suprafață totală de 570,1 km².